# Campo Calabro
Campo Calabro ist eine süditalienische Gemeinde (comune) mit 4471 Einwohnern (Stand 31. Dezember 2023) in der Metropolitanstadt Reggio Calabria in Kalabrien. Die Gemeinde liegt etwa 11 Kilometer nordnordöstlich von Reggio Calabria.

## Geschichte
1894 wurden durch ein Erdbeben die Ortschaften in der Gemeinde erheblich in Mitleidenschaft gezogen. 1950 war Campo Calabro in die Nachbargemeinde Villa San Giovanni eingegliedert worden, erhielt aber bald wieder den Status der eigenständigen Gemeinde.

## Verkehr
Die Gemeinde wird westlich durch die Autostrada A2 begrenzt. Die Strada statale 670 dei Piani d'Aspromonte führt durch sie hindurch.